# أسطول غواصات يو الحادي عشر
أسطول يو-بوت الحادي عشر ( الألمانية 11. Unterseebootsflottille) في 15 مايو 1942 في بيرغن في النرويج. عمل الأسطول بشكل رئيسي في بحر الشمال وضد القوافل الروسية (JW- ، PQ- ، QP- و RA) في بحر القطب الشمالي. شغّل الأسطول غواصات مختلفة من الفئة السابعة حتى سبتمبر 1944 ، عندما تدفق اليها بعض غواصات الفئة التاسعة من فرنسا. كان أيضًا الأسطول الوحيد الذي شغل غواصات الفئة الواحدة والعشرون، لكن الحرب انتهت قبل أن تصل يو-2511 للخدمة. تم حل الأسطول في 9 مايو 1945 مع استسلام ألمانيا.

## قادة الأسطول
| المدة الزمنية           | قائد                                        |
| ----------------------- | ------------------------------------------- |
| مايو 1942 – ديسمبر 1944 | فريجاتنكابيتان Hans Cohausz                 |
| ديسمبر 1944 – مايو 1945 | فريجاتنكابيتان Heinrich Lehmann-Willenbrock |

## روابط خارجية
- Helgason، Guðmundur. "The Flotillas – 11th Flotilla". German U-boats of WWII - uboat.net. مؤرشف من الأصل في 2016-12-31. اطلع عليه بتاريخ 2016-04-26.
- "Die Flottillen – 11. Unterseebootsflottille". Uboatnet.de. مؤرشف من الأصل في 2012-02-04. اطلع عليه بتاريخ 2016-04-26.